# Mon Vanden Eynde
Edmond (Mon) Vanden Eynde (Leuven, 1924 – aldaar, 1989) was de succesvolste Belgische atletiektrainer ooit. Hij was trainer bij de Leuvense atletiekclub Daring Club Leuven sinds 1959, en docent aan de Katholieke Universiteit Leuven sinds 1949. Het jaar daarvoor had hij reeds de Belgische kajakploeg begeleid op de Olympische Spelen van Londen.
Vanden Eynde haalde wereldsuccessen met een aantal atleten van DCL:
Gaston Roelants, André Dehertoghe, Miel Puttemans en Ivo Van Damme. Het laatste deel van diens atletiekcarrière was hij ook de trainer van de Nederlander Jos Hermens.